# Śnieżne Kopy

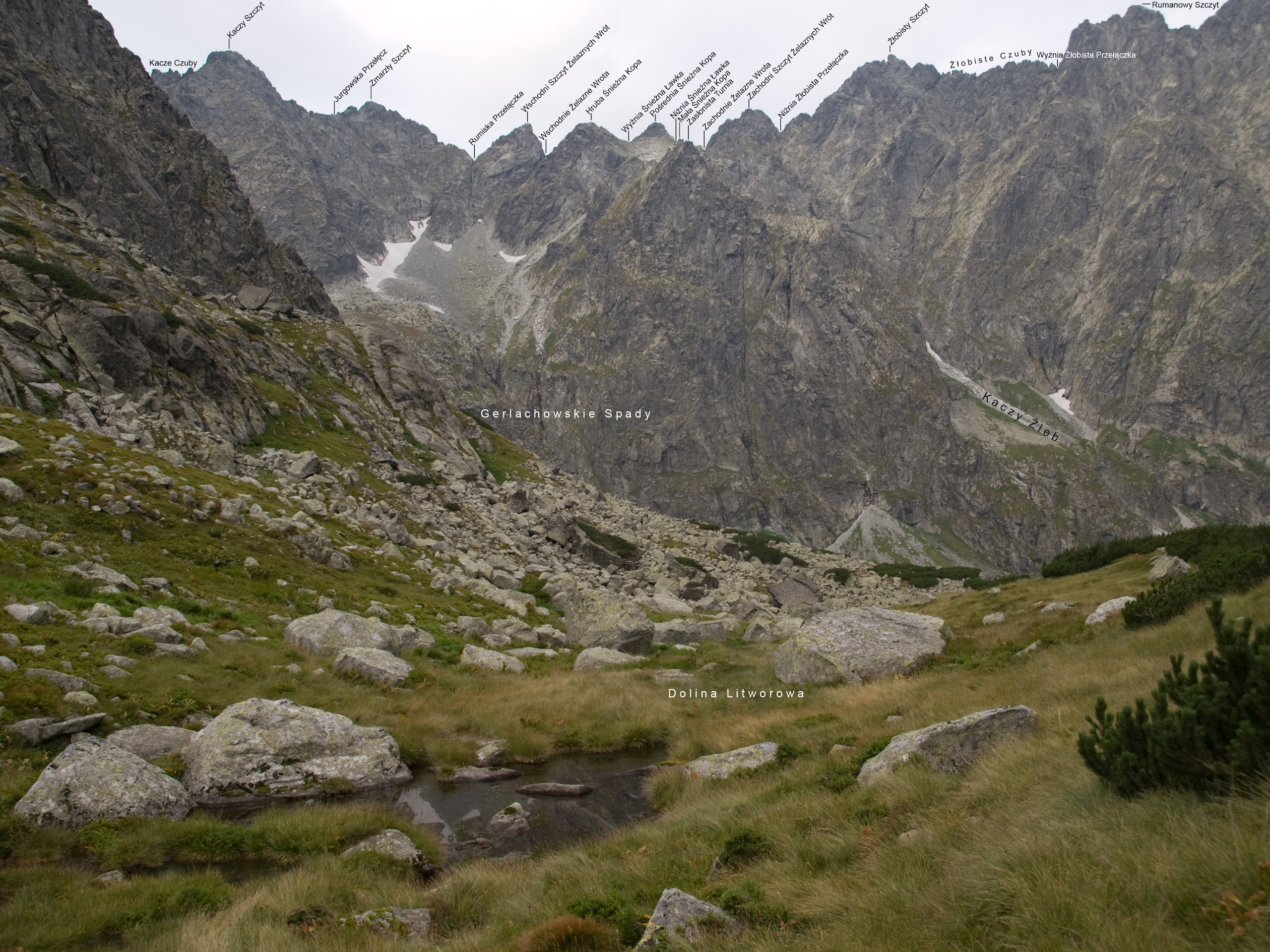
Widok z Doliny Litworowej

Śnieżne Kopy (słow. Snežné kopy, niem. Eisernestorschneekoppe, węg. Vaskapu-hócsúcs) – grupa trzech turni w grani głównej Tatr, pomiędzy Zachodnimi i Wschodnimi Żelaznymi Wrotami. Dawniej uznawane były za jeden szczyt o trzech wierzchołkach i nazywane Śnieżną Kopą.

## Topografia
W grani Śnieżnych Kop w kierunku od zachodu na wschód wyróżnia się kolejno następujące obiekty:
- Zachodnie Żelazne Wrota (Západná železná brána) 2283 m,
- Mała Śnieżna Kopa (Malá Snežná kopa) 2309 m,
- Niżnia Śnieżna Ławka (Nižná snežná lávka) 2294 m,
- Pośrednia Śnieżna Kopa (Prostredná Snežná kopa) 2328 m,
- Wyżnia Śnieżna Ławka (Vyšná snežná lávka) 2297 m,
- Hruba Śnieżna Kopa (Hrubá Snežná kopa) 2320 m,
- Wschodnie Żelazne Wrota (Východná železná brána) 2261 m[2].

Pod północnymi ścianami Hrubej i Pośredniej Śnieżnej Kopy znajduje się taras zwany Śnieżną Galerią (bardzo długo zalega w nim śnieg), od którego masyw wziął swoją nazwę.
Władysław Cywiński w 2011 r. zbadał na miejscu topografię rejonu Śnieżnych Kop, i przeszedł ich drogi wspinaczkowe. Stwierdził, że w dotychczasowych opracowaniach na ich temat było sporo błędów. W 17 tomie swojego przewodnika szczegółowego opisuje topografię tego rejonu, prostując wcześniej podawane nieścisłości i błędy.
Na południe, do Żelaznej Kotliny ze Śnieżnych Kop opadają ściany o maksymalnej wysokości do 120 m, oddzielone prostymi żlebami opadającymi z przełęczy. Od strony Doliny Kaczej Śnieżne Kopy ograniczone są po bokach Kaczym Żlebem i żlebem opadającym ze Wschodnich Żelaznych Wrót i Kaczym Bańdziochem. Z Pośredniej Śnieżnej Kopy ku północy opada długie żebro o deniwelacji około 400 m. Tworzy ono dział wodny między Kaczym Żlebem a Śnieżną Galerią i Kotłem pod Zasłonistą Turnią. Poniżej wielkiego obrywu do Kaczego Żlebu od żebra tego odgałęzia się na północny wschód mało stromy, piarżysty grzbiet, niżej przechodzący w grań, która poprzez Zasłonistą Przełączkę opada do Zasłonistej Turni. Ten grzbiet i grań tworzą wododział między Kotłem pod Zasłonistą Turnią a Kaczym Bańdziochem. W Hrubej Śnieżnej Kopie nie ma natomiast żadnej „wyraźnej grani skalnej”, jak pisał Witold Henryk Paryski, nie istnieje też ledwie widoczna grzęda, która od wschodu tworzyłaby granicę Śnieżnej Galerii, jak opisali to Paweł Bester, Ferdynand Goetel, Walery Goetel i A. Kowalski, autorzy pierwszego przejścia z Zasłonistej Turni na Śnieżne Kopy w 1908 r.

## Taternictwo
- Pierwsze wejścia na Śnieżne Kopy:
  - letnie:
    - ze Wschodnich Żelaznych Wrót na Hrubą Śnieżną Kopę: Josef Gans i towarzysze podczas pomiarów kartograficznych w 1896 lub 1897 r.,
    - z Hrubej Śnieżnej Kopy na Pośrednią Śnieżną Kopę: Rudolf Knopf, Heinz Scheuermann, Ludwig Scheuermann, Oskar Strasser, przewodnicy Paul Kirner i Paul Spitzkopf senior, 31 sierpnia 1903 r.,
    - z Wyżniej Śnieżnej Ławki na Małą Śnieżną Kopę: Alfred Martin i przewodnik Johann Franz senior 12 sierpnia 1907 r.,

  - zimowe: Alfred Martin, przewodnicy Johann Breuer i Johann Franz senior, 30 marca 1907 r.[3]
- Droga wspinaczkowa: Grań ze Wschodnich na Zachodnie Żelazne Wrota; maksymalne trudności IV, czas przejścia 1 godz. Istnieją też drogi na poszczególne przełęcze i ściany Śnieżnych Kop, opisane w artykułach o tych obiektach[3].